# ALFA-X
ALFA-X est une rame prototype japonaise pour la nouvelle génération de train à grande vitesse Shinkansen de la compagnie JR East. Son nom est l'acronyme de Advanced Labs for Frontline Activity in rail eXperimentation (Laboratoires avancés pour l'expérimentation ferroviaire de niveau expérimenté de certains plan).

## Historique
Le prototype ALFA-X a été annoncé par la JR East en juillet 2017 et la rame a été présentée officiellement en mai 2019. Elle débute les tests le 10 mai 2019, d'abord sur la ligne Shinkansen Tōhoku, puis sur la ligne Shinkansen Hokkaidō.

## Caractéristiques
La rame se compose de 10 voitures, toutes motrices. Les voitures d'extrémités se distinguent par leur nez très allongé, 16 m pour la voiture 1 et 22 m pour la voiture 10.
La rame est conçue pour une vitesse de croisière de 360 km/h et peut atteindre une vitesse maximale de 400 km/h.
Plusieurs nouveaux équipements sont testés sur la rame, comme des aérofreins, des patins électromagnétiques, une suspension pendulaire ou une nouvelle forme de pantographe.